# Liste der Baudenkmale in Melle
In der Liste der Baudenkmale in Melle sind alle Baudenkmale im Stadtteil Melle-Mitte der niedersächsischen Stadt Melle aufgelistet. Die Quelle der Baudenkmale ist der Denkmalatlas Niedersachsen. Der Stand der Liste ist der 8. September 2022.
Die Baudenkmale in den übrigen Stadtteilen von Melle sind in der Liste der Baudenkmale in Melle/Ortsteile aufgeführt.

## Allgemein
In den Spalten befinden sich folgende Informationen:
- Lage: die Adresse des Baudenkmales und die geographischen Koordinaten. Kartenansicht, um Koordinaten zu setzen. In der Kartenansicht sind Baudenkmale ohne Koordinaten mit einem roten Marker dargestellt und können in der Karte gesetzt werden. Baudenkmale ohne Bild sind mit einem blauen Marker gekennzeichnet, Baudenkmale mit Bild mit einem grünen Marker.
- Bezeichnung: Bezeichnung des Baudenkmales
- Beschreibung: die Beschreibung des Baudenkmales. Unter § 3 Abs. 2 NDSchG werden Einzeldenkmale und unter § 3 Abs. 3 NDSchG Gruppen baulicher Anlagen und deren Bestandteile ausgewiesen.
- ID: die Objekt-ID des Baudenkmales
- Bild: ein Bild des Baudenkmales, ggf. zusätzlich mit einem Link zu weiteren Fotos des Baudenkmals im Medienarchiv Wikimedia Commons. Wenn man auf das Kamerasymbol klickt, können Fotos zu Baudenkmalen aus dieser Liste hochgeladen werden:

## Melle
| Lage                                                      | Bezeichnung                                          | Beschreibung | ID       | Bild           |
| --------------------------------------------------------- | ---------------------------------------------------- | --- | -------- | -------------- |
| Altenmeller Straße 79 52° 10′ 53″ N, 8° 19′ 31″ O         | Mühle Kombrink (Wohn-/ Wirtschaftsgebäude)           | Westlich des Mühlengebäudes gelegener massiver Ziegelbau, teils verputzt, Kammerfach mit Erweiterungen beidseitig, Satteldach mit Dachaufbauten, errichtet um 1904. Nachträglich zu Wohnzwecken umgebaut. | 35534933 | BW             |
| Altenmeller Straße 79 52° 10′ 53″ N, 8° 19′ 33″ O         | Mühle Kombrink                                       | An der Ausleitung des Laerbachs gelegener eingeschossiger Massivbau mit Hüttensteinen und Ziegelmauerwerk, Rundbogenöffnungen, Satteldach mit Ladeluke hofseitig, errichtet 1911. Nach Osten als Überbrückung zum Bach nachträgliche Anbauten. Im Inneren Reste der Mühlentechnik erhalten. | 35537223 | BW             |
| Altenmeller Straße 79 52° 10′ 53″ N, 8° 19′ 32″ O         | Mühle Kombrink (Nebengebäude)                        | Im Süden des Mühlenkomplexes gelegener eingeschossiger Massivbau aus Ziegelmauerwerk, Satteldach, errichtet um 1904. | 35537662 | BW             |
| Altenmeller Straße 79 52° 10′ 54″ N, 8° 19′ 32″ O         | Mühle Kombrink (Nebengebäude)                        | Im Norden des Mühlenkomplexes gelegener eingeschossiger Massivbau aus Ziegelmauerwerk, Satteldach, errichtet um 1904. | 35537505 | BW             |
| Altenmeller Straße 81 52° 10′ 56″ N, 8° 19′ 36″ O         | Gut Laer (Wohn-/ Wirtschaftsgebäude)                 | In der ehemaligen Hofanlage gelegenes Wohn-/Wirtschaftsgebäude, hallenhausähnliches Raumgefüge, Kammerfach mit hohem Aufsprung und nachträglicher Erweiterung, Fachwerk mit verputzten Gefachen, nachträglich im Bereich des Wirtschaftsgiebels und einer Traufseite massiv ersetzt, Öffnungen dort mit Sandsteinumrandungen, Satteldach, errichtet 1835 (i). | 35535517 | BW             |
| Am Bahnhof 6 52° 12′ 34″ N, 8° 20′ 35″ O                  | Bahnhof Melle (Unterführung)                         | Nördlich der Unterführung vom Bahnsteig gelegener Ausgang mit Überdachung, filigrane, durchfensterte Metallkonstruktion, Satteldach, errichtet im Zusammenhang mit Anlage und Ausbau des Bahnhofes zwischen 1870 und 1925. | 48198478 |                |
| Am Bahnhof 6 52° 12′ 34″ N, 8° 20′ 34″ O                  | Bahnhof Melle (Unterführung)                         | Auf dem Bahnsteig, welcher sich nördlich der Gleise befindet, gelegene Unterführung mit überdachtem Ausgang, filigrane, durchfensterte Metallkonstruktion, Satteldach mit Holzlattendeckung, errichtet im Zusammenhang mit Anlage und Ausbau des Bahnhofes zwischen 1870 und 1925. | 48198444 |                |
| Am Bahnhof 6 52° 12′ 34″ N, 8° 20′ 32″ O                  | Bahnhof Melle (Überdachung)                          | Nördlich der Gleise gelegener Bahnsteig mit erhaltener Überdachung, gusseiserne Tragkonstruktion und flache Holzlattendeckung, errichtet zusammen mit Anlage und Ausbau des Bahnhofes zwischen 1870 und 1925. | 48198390 |                |
| Am Bahnhof 6 52° 12′ 33″ N, 8° 20′ 36″ O                  | Bahnhof Melle (Empfangsgebäude)                      | Südlich der Gleise gelegener massiver Ziegelbau, zweigeschossiger Mittelbau mit Walmdach und Zwerchgiebeln beidseitig, zurückgesetzte anderthalbgeschossige Seitenflügel mit Satteldächern, Wandgliederung mit Lisenen, kräftigen Geschoss-, Trauf- und Giebelgesimsen mit Rundbogenfriesen, Rundbogenfenster in den Vollgeschossen, errichtet um 1860–70. Stadtseitig 1925 umgestaltet mit abgetreppten Scheingiebeln, vereinfachtem Geschoss- und Fensterbankgesims sowie Mittelbau mit Eingangsvorbau. | 35538003 |                |
| Am Maschweg 4 52° 9′ 45″ N, 8° 21′ 19″ O                  | Hof Meyer zu Dielingdorf (Wohn-/ Wirtschaftsgebäude) | Traufständiger Vierständerbau, Kammerfach mit Aufsprung, Fachwerk mit verputzten Gefachen, Halbwalmdach, eriichtet 1799 (i). | 35533475 | BW             |
| Am Maschweg 7 52° 9′ 52″ N, 8° 21′ 29″ O                  | Hof Meyer zu Dielingdorf (Wohn-/ Wirtschaftsgebäude) | Von der Straße zurückgesetzter massiver Ziegelbau mit zwei Dielentoren traufseitig, Satteldach, errichtet 1888 (i) als Doppelheuerhaus. | 35533499 | BW             |
| An der Europastraße 136 52° 11′ 34″ N, 8° 23′ 23″ O       | Hof Nölkenholler (Scheune)                           | Giebelständiger Vierständerbau, Kammerfach mit Aufsprung und beidseitiger Erweiterung, Giebel jeweils zweimal vorkragend, Fachwerk mit verputzten Gefachen, Satteldach, errichtet 1850 (i). | 35536744 | BW             |
| An der Europastraße 152 52° 11′ 20″ N, 8° 23′ 0″ O        | Hof Feldmann (Wohn-/ Wirtschaftsgebäude)             | Traufständig zur Straße gelegener Dreiständerbau mit beidseitiger Kübbung im Wohnbereich, Giebel jeweils dreimal vorkragend, Fachwerk mit verputzten Gefachen, Wohngiebel massiv ersetzt, Satteldach, errichtet 1826 (i). | 35536722 | BW             |
| An der Europastraße 152 52° 11′ 21″ N, 8° 23′ 2″ O        | Hof Feldmann (Scheune)                               | Im Norden der Hofanlage gelegener Fachwerkbau mit verputzten Gefachen, Querdurchfahrten, Krüppelwalmdach, errichtet 1870 (i). Östlich eine Erweiterung. | 35537414 | BW             |
| An der Europastraße 152 52° 11′ 21″ N, 8° 23′ 0″ O        | Hof Feldmann (Stall)                                 | Im Norden der Hofanlage und westlich in Verlängerung der Scheune gelegener Stall mit Lager, Mischbauweise, Fachwerk mit verputzten Gefachen, Bruchsteinmauerwerk giebelseitig mit Segmentbogenöffnungen und Ziegelumrandungen, Satteldach mit Ladeluken, errichtet Ende des 19. Jh. | 35537570 | BW             |
| An der Europastraße 156 52° 11′ 19″ N, 8° 22′ 55″ O       | Heuerhaus                                            | Traufständiger Vierständerbau, ursprünglich mit einseitiger Kübbung am Wohngiebel, Fachwerk mit verputzten Gefachen, Satteldach, errichtet 1837 (i). | 35536636 | BW             |
| Bahnhofstraße 3 52° 12′ 28″ N, 8° 20′ 32″ O               | Wohnhaus                                             | Freistehender, traufständiger anderthalbgeschossiger Putzbau, zweigeschossiger Quertrakt, straßenseitig mit gotisierendem Dekor, Satteldach, Quertrakt einseitig mit Krüppelwalm, errichtet um 1910. | 35538042 | BW             |
| Bahnhofstraße 7 52° 12′ 30″ N, 8° 20′ 34″ O               | Wohnhaus                                             | Hinter einem schmalen Vorgarten gelegenes, freistehendes, traufständiges Wohnhaus als zweigeschossiger, fünfachsiger Bruchsteinbau mit palazzoähnlicher Wirkung, straßenseitig flache Seitenrisalite, Traufgesims, hochrechteckige Fenster mit Sandsteineinfassungen mit gerader Verdachung, Satteldach mit Drempel, errichtet um 1880. Giebelseitig mit Verandavorbau, Holzkonstruktion mit Stützpfeilern, errichtet um 1905. | 35538023 | BW             |
| Bahnhofstraße 10 52° 12′ 29″ N, 8° 20′ 35″ O              | Villa Westendorf                                     | Freistehender kubischer, zweigeschossiger, fünfachsiger Putzbau, straßenseitig einachsiger Mittelrisalit, Fassadengestaltung mit qualitätvollem, neoklassizistischem Dekor, korinthische Pilaster, profilierte Geschoss- und Fensterbankgesimse, Gebäudeecken mit Mauervorlagen, profilierte Fenstereinfassungen, flaches Walmdach, errichtet um 1890/1900. Südlich ein gusseiserner Eingangsvorbau. | 35538069 | BW             |
| Bahnhofstraße 12 52° 12′ 30″ N, 8° 20′ 36″ O              | Haus von der Forst                                   | Freistehendes Wohnhaus, als anderthalbgeschossiger, repräsentativer Putzbau auf hohem Kellergeschoß, neoklassizistische Wandgliederung, straßenseitig Zwerchhaus mit Pilastergliederung, Altan, profilierte Fenstereinfassungen und -verdachungen, Satteldach mit Knaggen gestützten Pfettenenden, errichtet um 1890/1900. Im Innern aufwendige Stuckdecken. | 35538118 | BW             |
| Bakumer Straße 63 52° 13′ 11″ N, 8° 19′ 42″ O             | Hof Beckmann (Wohn-/ Wirtschaftsgebäude)             | Giebelständiger Vierständerbau, Kammerfach mit Aufsprung und beidseitiger Erweiterung, Giebel jeweils zweimal vorkragend, Fachwerk mit verputzten Gefachen, Satteldach, errichtet 1850 (i). | 35531553 | BW             |
| Bakumer Straße 80 52° 13′ 17″ N, 8° 19′ 50″ O             | Hof Joost-Meyer zu Bakum (Wohn-/ Wirtschaftsgebäude) | Im Norden der Hofanlage gelegener Vierständerbau, Kammerfach mit Aufsprung, Wirtschaftsgiebel dreimal vorkragend, teils über profilierten Knaggen, Wohngiebel zweimal flach vorkragend, Fachwerk mit verputzten Gefachen, Satteldach, errichtet 1794 (i). | 35531575 | BW             |
| Bergstraße 1 52° 12′ 38″ N, 8° 20′ 32″ O                  | Villa Starcke                                        | Nördlich des Bahnhofs in einem großen, parkähnlichen Garten gelegene Villa, über unregelmäßigem Grundriss, als zweigeschossiger Putzbau mit Gestaltungselementen des Jugendstils, Fassadengestaltung mittels Balkonen, Runderkern, Giebel, profilierte Öffnungsrahmungen und -verdachungen, unterschiedliche Fensterformate, darunter Rundbogenöffnungen, hochrechteckige Fenster sowie Drillingsfenster, bewegte Dachlandschaft, errichtet 1904. Im Inneren die bauzeitliche Ausstattung erhalten. | 35537939 | BW             |
| Bergstraße 67 52° 13′ 9″ N, 8° 20′ 6″ O                   | Hof Prasse (Wohn-/ Wirtschaftsgebäude)               | Fachwerkbau mit massiven Außenmauern, Kammerfach mit beidseitiger Erweiterung, Fassaden verputzt, mit vorspringendem Sockel, Eckbetonungen mit Quadersteinen, Öffnungen mit Sandsteinumrandungen, Satteldach, errichtet 1878 (i). | 35531553 | BW             |
| Bismarckstraße 23 52° 12′ 24″ N, 8° 20′ 20″ O             | Wohnhaus                                             | Im Osten der Anlage gelegenes Wohnhaus, giebelständig zur Straße, traufständig zum Vorplatz, massiver Backsteinbau, Satteldach mit Zwerchhäusern beidseitig mittig, errichtet um 1925. Schlichte Fassadengestaltung mittels profilierten Gesimsbändern und Ziegelziersetzung im Bereich der Fensterstürze. Zugang nördlich mit vorgelegter Treppe. | 35538244 | BW             |
| Bismarckstraße 25 52° 12′ 23″ N, 8° 20′ 19″ O             | Wohnhaus                                             | Südlich des Vorplatzes gelegenes, langgestrecktes Wohnhaus, mit giebelständigem, zweigeschossigem Mittelteil und zwei eingeschossigen Seitenflügeln östlich und westlich, massive Backsteinbauten, Satteldächer, der mittlere Baukörper mit Zwerchhäusern beidseitig, errichtet um 1925. Schlichte Fassadengestaltung mittels profilierten Gesimsbändern und Ziegelziersetzung im Bereich der Fensterstürze. Zugang nördlich mit vorgelegter Treppe. | 35538265 | BW             |
| Bismarckstraße 27 52° 12′ 24″ N, 8° 20′ 18″ O             | Wohnhaus                                             | Im Westen der Anlage gelegenes Wohnhaus, traufständig zum Vorplatz, massiver Backsteinbau, Satteldach mit Zwerchhäusern beidseitig mittig, errichtet um 1925. Schlichte Fassadengestaltung mittels profilierten Gesimsbändern und Ziegelziersetzung im Bereich der Fensterstürze. Zugang nördlich mit vorgelegter Treppe. | 35538223 | BW             |
| Bredeweg 10 52° 13′ 42″ N, 8° 23′ 40″ O                   | Mühle des Meyerhofes                                 | Vierständerbau mit massivem Sockel, westlich und südlich aufgrund der Geländetopographie sehr hoch ausgebildet, Fachwerk mit verputzten Gefachen, Krüppelwalmdach, errichtet 1852 (i). Rückwärtig schmale Erweiterung mit Schleppdach. Diele ursprünglich bis Rückgiebel durchlaufend. | 35533156 | BW             |
| Buermannsheide 29 52° 13′ 33″ N, 8° 24′ 26″ O             | Heuerhaus                                            | | 35543421 | BW             |
| Buermannsheide 29 52° 13′ 33″ N, 8° 24′ 27″ O             | Wohn-/ Wirtschaftsgebäude                            | | 35543442 | BW             |
| Buersche Straße 88 52° 12′ 48″ N, 8° 22′ 7″ O             | Hof Bolte (Wohn-/ Wirtschaftsgebäude)                | Leicht von der Straße zurückgesetzter Dreiständerbau mit einseitiger Kübbung, Kammerfach mit Aufsprung und einseitiger Erweiterung, Giebel jeweils zweimal vorkragend, Fachwerk mit verputzten Gefachen, Satteldach, errichtet 1814 (i). Die westliche Traufseite zwischenzeitlich mit anderthalbgeschossigem, massiven Anbau, der aber abgebrochen wurde. | 35533156 | BW             |
| Buersche Straße 98 52° 12′ 52″ N, 8° 22′ 18″ O            | Hof Thomas (Wohn-/ Wirtschaftsgebäude)               | Im Nordwesten der Anlage gelegener Vierständerbau, Fachwerk mit verputzten Gefachen, Wirtschaftsgiebel zweifach vorkragend, Satteldach, errichtet 1784 (i). Im Innern das Dielengerüst, farbige Fliesen-Fußböden, Türen, Treppe und vertäfelte Stubenwand erhalten. Der massive Anbau am Wohngiebel wurde entfernt. | 35533297 | BW             |
| Buersche Straße 98a 52° 12′ 51″ N, 8° 22′ 18″ O           | Hof Thomas (Stall)                                   | Im Nordwesten der Anlage gelegener Vierständerbau, Fachwerk mit verputzten Gefachen, Wirtschaftsgiebel zweifach vorkragend, Satteldach, errichtet 1784 (i). Im Innern das Dielengerüst, farbige Fliesen-Fußböden, Türen, Treppe und vertäfelte Stubenwand erhalten. Der massive Anbau am Wohngiebel wurde entfernt. | 35534131 | BW             |
| Buersche Straße 98a 52° 12′ 53″ N, 8° 22′ 18″ O           | Hof Thomas (Einfriedung)                             | Straßenseitig und nordöstlich erhaltene, niedrige Einfriedung, Bruchsteinmauerwerk, angelegt im 19. Jh. | 35534373 | BW             |
| Buersche Straße 109 52° 13′ 2″ N, 8° 22′ 53″ O            | Hof Landwehrmeyer (Wohn-/ Wirtschaftsgebäude)        | Traufständiger Vierständerbau, Kammerfach mit Aufsprung, Giebel jeweils einmal flach vorkragend, Fachwerk mit verputzten Gefachen, Krüppelwalmdach, errichtet 1836 (i). | 35533324 | BW             |
| Buersche Straße 123 52° 13′ 2″ N, 8° 22′ 53″ O            | Hof Vodjani (Wohn-/ Wirtschaftsgebäude)              | Traufständig zum kleinen Stichweg gelegener Vierständerbau, Kammerfach mit Aufsprung, Giebel jeweils flach vorkragend, Fachwerk mit verputzten Gefachen, errichtet 1834 (i). Westliche Traufseite mit eingeschossigem Stallanbau sowie ein zweigeschossiger Anbau zur Wohnnutzung. | 35533345 | BW             |
| Engelgarten 31 52° 11′ 53″ N, 8° 20′ 25″ O                | Gut Engelgarten (Wirtschaftsgebäude)                 | Östlich und westlich die Anlage abschließende, eingeschossige Wirtschaftsgebäude, massive, hallenhausähnliche Putzbauten mit zweigeschossig ausgebauten Seitenschiffen, Krüppelwalmdächer. Das westliche Wirtschaftsgebäude aufgrund der baugleichen Kubaturen und Materialien wohl auch um 1787 errichtet. Südgiebel mit mittigem Dielentor sowie nachträglichem Dielentor in östlicher Traufseite zum Ehrenhof. Beide Wirtschaftsgebäude zwischen 1930 und 1950 zu Wohnzwecken umgebaut. | 35539662 | BW             |
| Engelgarten 33 52° 11′ 54″ N, 8° 20′ 26″ O                | Gut Engelgarten (Herrenhaus)                         | Die Anlage nach Norden abschließendes Herrenhaus als eingeschossiges, neunachsiges Corps de Logis, massiver Putzbau, zweigeschossiger Mittelrisalit, segmentbogige Fensteröffnungen mit Sandsteinrahmungen, Eckbetonung mittels Sandsteinquader, Walmdach über profiliertem Dachgesims, errichtet 1767 (i) für Christian Friedrich Meier. Südlich der Eingang mit doppelläufiger Freitreppe. | 35539987 | BW             |
| Engelgarten 35 / 35a 52° 11′ 53″ N, 8° 20′ 27″ O          | Gut Engelgarten (Wirtschaftsgebäude)                 | Östlich und westlich die Anlage abschließende, eingeschossige Wirtschaftsgebäude, massive, hallenhausähnliche Putzbauten mit zweigeschossig ausgebauten Seitenschiffen, Krüppelwalmdächer. Das östliche Wirtschaftsgebäude ursprünglich von Norden aus befahrbar, mit Dielentor wohl zu einer Querdiele. Südgiebel mit Inschriftkartusche, stilisierte Krone, Adler, Rollwerk und Baujahr 1787. Beide Wirtschaftsgebäude zwischen 1930 und 1950 zu Wohnzwecken umgebaut. | 35539965 | BW             |
| Friedrich-Ludwig-Jahnstraße 1 52° 12′ 12″ N, 8° 19′ 39″ O | ehemals HJ-Heim, Jugendherberge                      | Westlich der Straße gelegenes ehemaliges HJ-Heim mit Jugendherberge, ehemals zweiflügeliger, jetzt dreiflügeliger, eingeschossiger Fachwerkbau mit verputzten Gefachen, Satteldächer, Zwerchhaus über Zugang östlich | 35538346 | Weitere Bilder |
| Grönenberger Straße 10 52° 12′ 13″ N, 8° 20′ 6″ O         | Wohnhaus                                             | Zweigeschossiger Fachwerkbau mit Bruchsteinsockel, straßenseitig zwischenzeitlich mit Holzschindeln verkleidet, Walmdach, errichtet um 1840. | 35539448 | BW             |
| Grönenberger Straße 11 52° 12′ 12″ N, 8° 20′ 3″ O         | Wohnhaus                                             | Traufständiges zweigeschossiges Querdielenhaus, Fachwerkbau mit verputzten Gefachen, massiver Sockel, straßenseitig vorgelegte Treppe, Krüppelwalmdach, errichtet um 1820. | 35538307 | BW             |
| Grönenberger Straße 18 52° 12′ 13″ N, 8° 20′ 3″ O         | Wohnhaus                                             | Giebelständiger, zweigeschossiger Fachwerkbau mit verputzten Gefachen, hinterer Gebäudeteil gerüstmäßig abgesetzt, Giebel jeweils leicht vorspringend, Satteldach, errichtet ursprünglich vor dem Stadtbrand von 1720. Im Inneren eine hohe Diele mit Emporen erhalten. Westlich ein eingeschossiger Putzbau von um 1860/70 direkt anschließend, der aber abgebrochen wurde. | 35538326 | BW             |
| Grönenberger Straße 22 52° 12′ 13″ N, 8° 20′ 0″ O         | Schule                                               | Traufständiger, zweigeschossiger Ziegelbau mit Sandsteinquadersockel, nach Norden hin aufgrund des Geländeversprungs als Souterrain ausgebildet, straßenseitig Mittelrisalit mit schlichtem Stufengiebel, rückseitig eingezogenes Treppenhaus sowie leicht vorspringende Seitenrisalite mit Dreiecksgiebeln, Wandgliederung mittels Lisenen, Geschoss-, Trauf- und Giebelgesims sowie Maßwerkbrüstungen, Walmdach, errichtet um 1890. | 35539426 | BW             |
| Haferstraße 2 52° 12′ 9″ N, 8° 20′ 15″ O                  | Wohn-/ Geschäftshaus                                 | Zweigeschossiger massiver Backsteinbau, Schaufassaden nach Norden und Osten mit Zierelementen wie Zierfriesen, darunter Zahnschnitt- und Rundbogenfries, pilasterartige Eckbetonungen, ausgebautes Plattformdach, errichtet wohl 1890. Das EG mit Ladeneinbau. | 35538935 | BW             |
| Haferstraße 4 / 6 52° 12′ 8″ N, 8° 20′ 15″ O              | Gasthaus                                             | Traufständiges, zweieinhalbgeschossiges Gasthaus des ehemaligen Ratskellers, massiver Putzbau, hochrechteckige profilierte Fensteröffnungen im EG, rundbogige profilierte Fensteröffnungen im OG sowie kleinformatige Rundbogenöffnungen im Mezzaningeschoss, Satteldach mit Ladeluke östlich, errichtet 1860/70. | 35538956 | BW             |
| Haferstraße 7 52° 12′ 7″ N, 8° 20′ 18″ O                  | Stadthalle                                           | Hinter dem ehemaligen Hotel Lumme gelegener, langgestreckter ehemaliger Versammlungssaal, massiver Putzbau, Wandvorlagen, Drillingsfenster mit Rundbögen, teils durch Säulen unterteilt, Walmdach, errichtet 1912/14. Seit der Nachkriegszeit als Kino genutzt. | 35539203 | BW             |
| Haferstraße 8 52° 12′ 8″ N, 8° 20′ 15″ O                  | Wohnhaus                                             | Traufständiges, zweigeschossiges Wohnhaus als Haushälfte eines Doppelwohnhauses mit Haferstraße 10, aufgrund der Geländetopographie mit hohem Kellergeschoss östlich, Fachwerk mit verputzten Gefachen, Satteldach, errichtet um 1830. | 35539028 | BW             |
| Haferstraße 9 52° 12′ 6″ N, 8° 20′ 16″ O                  | Finanzamt                                            | Giebelständiger, zweigeschossiger verputzter Massivbau, Fassadengestaltung mit profilierten Geschossgesimsen, Segmentbogenfenster, teils mit Einfassungen, Sohlbänke mit Putzkonsolen, Satteldach mit Drempel und Zwerchhaus, errichtet 1890/1900. | 35539226 | BW             |
| Haferstraße 10 52° 12′ 8″ N, 8° 20′ 15″ O                 | Wohn-/ Geschäftshaus                                 | Traufständiges, zweigeschossiges Wohn- und Geschäftshaus als Haushälfte eines Doppelwohnhauses mit Haferstraße 8, aufgrund der Geländetopographie östlich dreigeschossig, Fachwerk mit verputzten Gefachen, östlich teils massiv ersetzt, Satteldach, errichtet ursprünglich 1830. Nachträglich östlich ein Ladeneinbau. | 35539050 | BW             |
| Haferstraße 12 52° 12′ 7″ N, 8° 20′ 15″ O                 | Wohnhaus                                             | Traufständiges, zweigeschossiges Wohnhaus, aufgrund der Geländetopographie mit hohem, massiven Kellergeschoss östlich, Mischbauweise aus Fachwerk und verputzter Massivbauweise, Satteldach, errichtet ursprünglich 1780/90, möglicherweise im Kern älter. | 35539074 | BW             |
| Haferstraße 14 52° 12′ 7″ N, 8° 20′ 15″ O                 | Wohnhaus                                             | Traufständiges, zweigeschossiges Wohn- und Geschäftshaus, aufgrund der Geländetopographie östlich dreigeschossig, Mischbauweise aus verputzter Massivbauweise und Fachwerk mit verputzten Gefachen, Satteldach, errichtet bereits 1860. Nachträglich, 1970 verändert, unter anderem östlich einen Laden eingebaut. | 35539095 | BW             |
| Haferstraße 16 52° 12′ 7″ N, 8° 20′ 15″ O                 | Wohnhaus                                             | Traufständiges, zweigeschossiges Wohnhaus, aufgrund der Geländetopographie mit hohem, massiven Kellergeschoss östlich, Fachwerk mit verputzten Fassaden, westlich mit aufgeputzten Gesims und Sohlbänken, Satteldach, errichtet ursprünglich 1820, Putzfassade von 1880. | 35539116 | BW             |
| Haferstraße 17 52° 12′ 4″ N, 8° 20′ 17″ O                 | Haus Prior                                           | Giebelständiger Baukomplex, bestehend aus zwei, ursprünglich konstruktiv getrennten Baukörpern, Fachwerkkonstruktion. Vorderhaus als Vierständerbau, Seitenschiff im Dielenbereich zweigeschossig ausgebaut, mit Galerien, Flett mit Treppe zu den höher liegenden Räumen des Kammerfachs, Wirtschaftsgiebel einmal über profilierten Knaggen vorkragend. Beidseitig zwei etwas jüngere, zweistöckige Utluchten, teils mit profilierten Knaggen und Schwellbalken. Über Flett und Kammerfach breites Zwerchhaus, nördlich Traufseite massiv mit Bruchsteinmauerwerk ersetzt. Errichtet 1644 (i). Das jüngere, unterkellerte Hinterhaus direkt an den Wohngiebel des Vorderhauses angebaut. Umbauten um 1880. | 35538858 |                |
| Haferstraße 18 52° 12′ 7″ N, 8° 20′ 15″ O                 | Wohnhaus                                             | Traufständiges, eingeschossiges Wohnhaus, aufgrund der Geländetopographie mit hohem, massiven Kellergeschoss östlich, Fachwerk mit Ziegelausmauerung, Westfassade verputzt und mit schlichten Zierelementen wie aufgeputzten Gesims, Sohlbänken und Öffnungsumrandungen, Satteldach mit Zwerchhaus westlich, errichtet um 1880/90, im Kern älter. | 35539139 | BW             |
| Haferstraße 20 52° 12′ 5″ N, 8° 20′ 15″ O                 | Wohn-/ Geschäftshaus                                 | Traufständiger, zweigeschossiger massiver Putzbau, straßenseitige Fassadengestaltung mit mittelrisalitartiger Betonung der Mittelachse, Lisenen, Eckbetonung mit zweigeschossigem, polygonalem Turmerker, Putzeinfassungen der Fenster, Halbwalmdach mit mittigem Zwerchhaus und Gaupen, errichtet 1860/70. Im EG um 1905 ein Laden eingebaut. | 35538658 | BW             |
| Haferstraße 33 52° 12′ 0″ N, 8° 20′ 22″ O                 | Wohn-/ Wirtschaftsgebäude                            | Giebelständiger Fachwerkbau, westliche Traufseite und Südgiebel massiv ersetzt und verputzt, rundbogige Fenster, Diele in östlicher Außenachse mit Dielentor, Walmdach, errichtet ursprünglich 1840, um 1910/15 verändert. | 35538578 | BW             |
| Hofsiekweg 4 52° 12′ 56″ N, 8° 22′ 23″ O                  | Hof Kreiensiek (Wohn-/ Wirtschaftsgebäude)           | Den Wirtschaftshof nach Norden abschließender Dreiständerbau mit einseitiger Kübbung, Kammerfach mit Aufsprung, Giebel jeweils zweimal über profilierten Knaggen vorkragend, Fachwerk mit verputzten Gefachen, Krüppelwalmdach, errichtet 1791 (i). | 35533691 | BW             |
| Hofsiekweg 4 52° 12′ 57″ N, 8° 22′ 22″ O                  | Hof Kreiensiek (Backhaus)                            | Nordwestlich des Haupthauses gelegener Fachwerkbau mit verputzten Gefachen, Giebel jeweils mit leichter Vorkragung, Satteldach, errichtet 1799 (i). | 35533411 | BW             |
| Im Lienesch 60 52° 11′ 13″ N, 8° 19′ 39″ O                | Hof Schwanemüller (Wohn-/ Wirtschaftsgebäude)        | Fachwerkbau mit massiven Außenmauern, Fassaden verputzt, mit Eckpilastern, vorspringendem Sockel, Öffnungen mit Sandsteinumrandungen, Krüppelwalmdach, errichtet 1839 (i). | 35531511 | BW             |
| Kirchstraße 2 52° 12′ 6″ N, 8° 20′ 15″ O                  | Wohn-/ Geschäftshaus                                 | Zweigeschossiger massiver Putzbau, Schaufassaden nach Süden und Westen mit schlichten Zierelementen wie Ziergesimse und pilasterartige Eckbetonungen, Satteldach, errichtet bereits um 1870. Westliche Traufseite mit eingeschossigem Anbau mit Balkon. EG mit Ladeneinbau. | 35539161 | BW             |
| Kirchstraße 7 52° 12′ 6″ N, 8° 20′ 11″ O                  | Hof Borgstede                                        | Giebelständiger ehemaliger Dreiständerbau mit einseitiger Kübbung, die um 1820 hochgezogen wurde, Wirtschaftsgiebel einmal über profilierten Knaggen vorkragend, Fachwerk mit verputzten Gefachen, teils massiv mit Ziegelmauerwerk ersetzt, Walmdach, errichtet ursprünglich 1666 (i). | 35538620 | BW             |
| Kirchstraße 9 52° 12′ 6″ N, 8° 20′ 11″ O                  | Wohnhaus                                             | Traufständiger, zweigeschossiger Ziegelbau mit Sandsteinsockel, Quaderputz straßenseitig, Segmentbogenöffnungen mit profilierten Putzumrandungen, Fensterbänke und Konsolsteine in Werkstein, Satteldach, errichtet um 1880/1890. | 35538639 | BW             |
| Kohlbrink 1 52° 12′ 9″ N, 8° 20′ 13″ O                    | Matthäuskirche                                       | Einschiffige Saalkirche, im 13. Jh. errichtet, verquaderter Bau mit zwei Langhausjochen und geradem Chorschluss. Nordwand mit rundbogigen Fenstern mit kräftigen Wulsten, Bogenfries im Traufbereich. Um 1400 gotische Umgestaltung in eine zweischiffige Hallenkirche mit polygonalen Chorschluss, unter Einbeziehung des Vorgängerbaus und des quadratischen Westturm aus dem 12. Jh. Im Inneren wuchtige Wandvorlagen mit eingestellten Eckdiensten, Maßwerkfenster mit Vierpässen im Chor, Rippelzierscheiben mit Wappen der Kerssenbrock, Haren und Vinke. Von der Ausstattung ein Seitenaltar und eine Kanzel von um 1800 erhalten sowie Orgel und Orgelempore aus der Dominikanerkirche in Osnabrück von 1713, Triumphkreuz des 13. Jh, Figuren der Gottesmutter und eines heiligen Bischofs aus dem 15. Jh, Altargemälde des 17. Jh, überlebensgroßer Schmerzensmann und Kruzifix des 18. Jh sowie lebensgroße Evangelistendarstellungen von um 1800, ein Werk des regional tätigen Bildschnitzers G.G. Wessell. Südlich schließt eine Erweiterung der 1960er Jahre an. | 35538981 | Weitere Bilder |
| Kohlbrink 14 52° 12′ 8″ N, 8° 20′ 10″ O                   | Wohn-/ Geschäftshaus                                 | Giebelständiger, zweigeschossiger massiver Putzbau, Fassadengestaltung mit profilierten Fenstereinfassungen und Geschossgesimsen, Satteldach, errichtet um 1890. Westgiebel mit niedrigerem, zweigeschossigen, massiven Anbau, Flachdach. | 35538878 | BW             |
| Kohlbrink 16 52° 12′ 8″ N, 8° 20′ 11″ O                   | Küsterei                                             | Giebelständiger, zweigeschossiger massiver Putzbau, Fassadengestaltung mit profilierten Fenstereinfassungen und Geschossgesimsen, Satteldach, errichtet um 1890. Westgiebel mit niedrigerem, zweigeschossigen, massiven Anbau, Flachdach. | 35538897 | BW             |
| Landwehrweg 34 52° 11′ 27″ N, 8° 21′ 50″ O                | Hof Buddenberg (Wohn-/ Wirtschaftsgebäude)           | Den Wirtschaftshof nach Süden abschließender Zweiständerbau, Giebel jeweils einmal vorkragend, teils über profilierten Knaggen, Fachwerk mit verputzten Gefachen, Satteldach, errichtet 1753 (i). | 35534909 | BW             |
| Landwehrweg 34 52° 11′ 27″ N, 8° 21′ 49″ O                | Hof Buddenberg (Schuppen)                            | Den Wirtschaftshof nach Süden abschließender Zweiständerbau, Giebel jeweils einmal vorkragend, teils über profilierten Knaggen, Fachwerk mit verputzten Gefachen, Satteldach, errichtet 1753 (i). | 35535314 | BW             |
| Landwehrweg 34a 52° 11′ 28″ N, 8° 21′ 51″ O               | Hof Buddenberg (Schuppen)                            | | 35537638 | BW             |
| Landwehrweg 34a 52° 11′ 27″ N, 8° 21′ 51″ O               | Hof Buddenberg (Heuerhaus)                           | Den Wirtschaftshof nach Osten abschließender Fachwerkbau als Vierständer- oder Wandständerbau, verputzte Gefache, Satteldach, errichtet 1804 (i). Kleiner Anbau mit Schleppdach an östlicher Traufseite. | 35537199 | BW             |
| Landwehrweg 36 52° 11′ 28″ N, 8° 21′ 48″ O                | Hof Buddenberg (Heuerhaus)                           | Traufständig zum Landwehrweg gelegenes und den Wirtschaftshof nach Westen abschließender Wandständerbau mit einseitiger Kübbung, Fachwerk mit verputzten Gefachen, Satteldach, errichtet 1816 (i). | 35537481 | BW             |
| Markt 8 52° 12′ 12″ N, 8° 20′ 13″ O                       | Wohn-/ Geschäftshaus                                 | Nördlich des Marktplatzes gelegenes Wohn- und Geschäftshaus, ursprünglich als giebelständiger Fachwerkbau in der ersten Hälfte des 18. Jh. errichtet. Aus dieser Bauphase der hintere Gebäudeteil erhalten, der zweigeschossig ausgebaut wurde. Der vordere Teil um 1820 durch einen traufständigen, zweigeschossigen Gebäudetrakt mit Fachwerkkonstruktion ersetzt. Walmdach mit mittigem Zwerchhaus zum Marktplatz, rückwärtig Satteldach. Das EG um 1910 massiv erneuert. | 35539486 |                |
| Markt 10 52° 12′ 12″ N, 8° 20′ 12″ O                      | Wohn-/ Geschäftshaus                                 | | 35539505 |                |
| Markt 10 52° 12′ 13″ N, 8° 20′ 13″ O                      | Garten                                               | Nördlich des Wohn- und Geschäftshauses gelegene Grünfläche, ursprünglich als Garten mit Baumbestand um 1900 angelegt. Nördlich eine Bruchsteineinfriedung den Garten begrenzend, mit kleiner Toranlage, Treppe und kugelbekrönten Torpfeilern. | 35540117 | BW             |
| Markt 11 52° 12′ 9″ N, 8° 20′ 17″ O                       | Wohn-/ Geschäftshaus                                 | Traufständiger, dreigeschossiger massiver Putzbau, Fassadengestaltung mittels Erker, profilierten Fenstereinfassungen, Gesimsbänder, Horizontalfugen im Erdgeschoss, Satteldach mit Zwerchhaus mit Fachwerkkonstruktion, errichtet 1905 (i). Rückwärtig ein älterer, einstöckiger Fachwerkbau direkt anschließend, von um 1810, möglicherweise auch älter. | 35539184 | BW             |
| Markt 15 52° 12′ 9″ N, 8° 20′ 18″ O                       | Petri-Kirche                                         | In einer platzartigen Aufweitung gelegene dreischiffige Hallenkirche mit Westturm und polygonalem Chorabschluss, schlichte, gotisierende Gestaltungselemente, darunter spitzbogige Fenster, am Turm gekuppelt, Strebepfeiler, errichtet 1721–24 nach Entwürfen des Herforder Architekten Schmiedinger. Im Inneren schlanke Pfeiler mit eingestellten Eckdiensten, Kreuzgratgewölbe und Wappenmalerei im Chor sowie qualitätvolle Ausstattung mit figürlich gestalteten, dreiseitigen Emporen, Orgelprospekt von Christian Vater, Altar mit Wappen derer von Hammerstein-Gesmold und Taufe mit Wappen von Vinke-Ostenwalde, figurenreiche Kanzel wohl von Bildhauer Bartels aus Hannover. | 35539004 | Weitere Bilder |
| Markt 22 52° 12′ 10″ N, 8° 20′ 14″ O                      | Rathaus                                              | Südlich des Marktplatzes und nördlich der Kirche gelegener freistehender, zweigeschossiger Natursteinbau, mit giebelständigem und traufständigem Trakt, hoher Kellersockel, Fassadengestaltung mittels risalitartigen Vorsprüngen, Sandsteingliederung, polygonalem Erker, Sattel- und Walmdach mit geschweiften und kugelbekrönten Zwerchgiebeln, Dachreiter mit Glockenspiel, errichtet zwischen 1905 und 1910 vom regional bekannten Architekten Wedegärtner. Westtrakt mit doppelläufiger Treppe zum Haupteingang unter Altan. Im Inneren die bauzeitliche Ausstattung erhalten. | 35538916 |                |
| Meller Straße 138 52° 13′ 2″ N, 8° 24′ 19″ O              | Haupthaus                                            | | 35543505 | BW             |
| Meller Straße 138 52° 13′ 3″ N, 8° 24′ 21″ O              | Stall                                                | | 35543100 | BW             |
| Meller Straße 138 52° 13′ 3″ N, 8° 24′ 24″ O              | Wirtschaftsgebäude                                   | | 35543054 | BW             |
| Meller Straße 138 52° 13′ 2″ N, 8° 24′ 25″ O              | Scheune                                              | | 35543077 | BW             |
| Meller Straße 138 52° 13′ 1″ N, 8° 24′ 19″ O              | Gartenhaus                                           | | 35544829 | BW             |
| Meller Straße 138 52° 13′ 1″ N, 8° 24′ 21″ O              | Stall                                                | | 35543123 | BW             |
| Meller Straße 138 52° 13′ 0″ N, 8° 24′ 15″ O              | Einfriedung                                          | | 35544876 | BW             |
| Meller Straße 146 52° 13′ 2″ N, 8° 24′ 8″ O               | Heuerhaus                                            | | 35543463 | BW             |
| Mühlenstraße 52° 12′ 18″ N, 8° 20′ 29″ O                  | Else-Brücke                                          | Die Else überspannende Brücke mit drei Rundbögen, Betongewölbe mit Werksteinverbindungen, ca. 12 m Stützweite, errichtet ab 1909. Nachträglich teilweise überformt. | 35538165 | BW             |
| Mühlenstraße 1 52° 12′ 12″ N, 8° 20′ 16″ O                | Wohn-/ Geschäftshaus                                 | Auf der Nordseite der Straße gelegenes, giebelständiger Fachwerkbau, Straßengiebel zweimal über Knaggen vorkragend, EG und Traufseiten verputzt, EG mit nachträglichem Ladeneinbau, Satteldach, errichtet bereits 1722. | 35538820 |                |
| Mühlenstraße 3 52° 12′ 12″ N, 8° 20′ 17″ O                | Wohn-/ Geschäftshaus                                 | Giebelständiger, zweigeschossiger Fachwerkbau, die Konstruktion traufseitig teils einige Fach einspringend, Satteldach einseitig abgewalmt, errichtet bereits in der ersten Hälfte des 18. Jh. Straßengiebel und eine Traufseite nachträglich erneuert und mit zweigeschossiger Utlucht versehen. Rückwärtig ein zweigeschossiger Putzbau von um 1900 anschließend. | 35538839 | BW             |
| Mühlenstraße 19 52° 12′ 12″ N, 8° 20′ 22″ O               | Wohn-/ Geschäftshaus                                 | Giebelständiger, eingeschossiger Fachwerkbau mit verputzten Gefachen, Südgiebel massiv, Satteldach mit Schleppgaupen, errichtet ursprünglich 1757 (i), 1861 umgebaut. Im EG zur Mühlenstraße ein Ladeneinbau. DG ausgebaut. | 35539272 | BW             |
| Mühlenstraße 21 52° 12′ 12″ N, 8° 20′ 23″ O               | Wohn-/ Geschäftshaus                                 | Giebelständiger, zweigeschossige Fachwerkbau mit verputzten Gefachen, Giebel mit Knaggenvorkragung, Südgiebel verkleidet und mit zweigeschossigem, übergiebeltem Erker, Satteldach, errichtet ursprünglich 1778 (i). Im EG zur Mühlenstraße ein Ladeneinbau. DG ausgebaut. | 35539294 | BW             |
| Mühlenstraße 23 52° 12′ 12″ N, 8° 20′ 24″ O               | Wohn-/ Geschäftshaus                                 | Zweigeschossiges Wohn- und Geschäftshaus als Eckbebauung, massiver Putzbau, Fassaden des OG dekorativ gestaltet mit Elementen des Jugendstil, zwei Erker und Balkon, verzierten Brüstungsfeldern, vorhangbogenähnlichen Fensterbekleidungen, Plattformdach mit Zwerchhaus mit Schweifgiebel sowie dekorativen Gaupen, errichtet 1906 (i). Das EG sehr schlicht und mit Ladeneinbau. | 35539315 | BW             |
| Mühlenstraße 24 52° 12′ 12″ N, 8° 20′ 25″ O               | Burgmannhof                                          | Traufständiger, stattlicher, zweigeschossiger, neunachsiger massiver Bruchsteinbau, Fassadengliederung mit Eckquaderung und Öffnungseinfassungen in Werkstein, teils stark profiliertes hölzernes Traufgesims, rundbogiges Dielentor, Wohnteil mit beidseitigen Zugängen über Freitreppen, Halbwachdach, errichtet im ersten Drittel des 19. Jh. unter Wiederverwendung älterer Hölzer. | 35538700 | BW             |
| Mühlenstraße 25 52° 12′ 12″ N, 8° 20′ 24″ O               | Wohn-/ Geschäftshaus                                 | Dreigeschossiger massiver Putzbau, Ostfassade mit rustiziertem EG, zweigeschossigem, übergiebeltem Erker, Balkone, Plattformdach mit Schleppgaupen und Zwerchhaus mit Fachwerk im Bereich des Erkers, errichtet um 1905. Das EG mit Ladeneinbau, DG ausgebaut. | 35539337 | BW             |
| Mühlenstraße 27 52° 12′ 13″ N, 8° 20′ 24″ O               | Wohn-/ Geschäftshaus                                 | Zweigeschossiger Massivbau, Schaufassaden zur Mühlenstraßen, mit umlaufenden profilierten Gesimsen, Eckrustizierungen, profilierten Fenster- und Türumrandungen, Plattformdach mit Bogendachgaupen und Dreiecksgaupe, errichtet um 1895. Das EG mit Ladeneinbau. Die Rückfassade sehr schlicht, verputzt und mit zweigeschossigem Anbau. | 35539359 | BW             |
| Mühlenstraße 29 52° 12′ 13″ N, 8° 20′ 25″ O               | Wohn-/ Geschäftshaus                                 | Giebelständiges, zweigeschossiger massiver Backsteinbau, Ostfassade als Schaufassade mit Gestaltungselementen wie Ziertreppenfries, profiliertem Sohlbankgesims, Ziegelziersetzung im Bereich der Fensterumrandungen, profilierter Ortgang, Satteldach mit stehenden Gaupen, errichtet Ende des 19. Jh. Das EG verändert und mit Ladeneinbau. | 35539381 | BW             |
| Mühlenstraße 31 52° 12′ 14″ N, 8° 20′ 25″ O               | Postgebäude                                          | Traufständiges, zweigeschossiges Postgebäude, als siebenachsiger Ziegelbau auf Natursteinsockel, Fassaden repräsentativ gestaltet, mit risalitartigen übergiebelten Fassadenvorsprüngen, Lisenen, umlaufendes Fensterbankgesims, Ziegelziersetzungen teil mit glasierten Ziegeln, Keramikmedaillons, Traufgesims mit Treppenfries, Satteldach einseitig abgewalmt, errichtet 1887. Rückwärtig ein schlichterer, zweigeschossiger Anbau aus den 1920er Jahren. | 35539403 | BW             |
| Mühlenstraße 44 52° 12′ 22″ N, 8° 20′ 32″ O               | Wohnhaus                                             | Östlich der Straße gelegener zweigeschossiger Putzbau, Betonung der straßenseitigen Fassaden mit abgeschrägter Ecke, profilierte Öffnungsumrandungen, Gesimsbänder, beidseitig Altane, Walmdach, errichtet um 1905. | 35539531 | BW             |
| Mühlenstraße 48 52° 12′ 24″ N, 8° 20′ 33″ O               | Wohn-/ Geschäftshaus                                 | Giebelständiger, langgestreckter Ziegelbau mit Natursteinsockel, Fassadengestaltung mittels Fensterbändern, Rundbalkon und dreieckigem Fenstererker, flaches Walmdach, errichtet 1925/30. | 35538185 | BW             |
| Mühlenstraße 57 52° 12′ 21″ N, 8° 20′ 29″ O               | Wohn-/ Geschäftshaus                                 | Traufständiges, zweigeschossiger Massivbau mit Sandsteinquadern straßenseitig, giebelseitig mit Quaderputz, geschosstrennender Rundbogenfries, leicht zurückgesetzte Fensterbrüstungen im OG, Halbwalmdach, errichtet zwischen 1870 und 1890. Das EG straßenseitig mit mittigem Zugang und großen Schaufensteröffnungen. | 35538204 | BW             |
| Neuenkirchener Straße 2 52° 11′ 59″ N, 8° 20′ 3″ O        | Gasthaus                                             | Als Eckbau errichteter zweigeschossiger Putzbau mit polygonalem Eckerker, Betonung der Straßenfassaden durch Erhöhung der Traufe um ein halbes Geschoss, Fassadengestaltung mittels Putzelementen, darunter Traufgesims, Gesimsband im EG und Öffnungsumrandungen, unterschiedliche Fensterformate, Walmdach, erbaut 1909 (i). | 35539248 | BW             |
| Neuenkirchener Straße 6 52° 11′ 56″ N, 8° 20′ 3″ O        | Villa                                                | Freistehender, zweigeschossiger verputzter Massivbau mit Souterrain, Architekturgliederung mittels Eingangsportikus mit vorgelegter Treppe, profilierte Geschossgesimse, Konsolgesims im Traufbereich, Öffnungen mit verzierten Verdachungen, Walmdach, errichtet um 1895/1900 für den Fabrikanten Paul. Ursprünglich rückwärtig Baderäume angebaut. Im Inneren teils Stuckdecken erhalten. | 35538497 | BW             |
| Neuenkirchener Straße 7 52° 11′ 56″ N, 8° 20′ 5″ O        | Villa                                                | Östlich der Straße gelegenes, ein- bis zweigeschossiger Sichtziegelbau mit niedrigem Fugensockel, nördlich eingeschossig mit attika-ähnlich ausgebildetem Drempelgeschoss, Rundbogenfenster, südlich zweigeschossig mit verbindendem zweigeschossigem turmartigen Runderker mit Glockendach, Fassadengliederung mittels weißen Putzelementen, Eckrustizierungen, profilierten Öffnungeeinfassungen und Gesimsen, Walm-/Krüppelwalmdach, errichtet 1896 (i). | 35538559 | BW             |
| Neuenkirchener Straße 11 52° 11′ 54″ N, 8° 20′ 6″ O       | Wohn-/Wirtschaftsgebäude                             | Östlich der Straße gelegenes, giebelständiges Gebäude mit Drempelgeschoss, Massivbau mit Sandsteinfassade straßenseitig, mittigem Längsflur mit anschließendem Querdielenwirtschaftsbereich, Satteldach, errichtet 1873. | 35538537 | BW             |
| Neuenkirchener Straße 11 52° 11′ 54″ N, 8° 20′ 5″ O       | Garten                                               | Östlich der Straße gelegenes, großes Gartengrundstück, mit altem Baumbestand, abgeschlossen von einer massiven Einfriedung. | 35540096 | BW             |
| Neuer Graben 5 52° 12′ 10″ N, 8° 20′ 23″ O                | Wohnhaus                                             | Giebelständiger Vierständerbau, Giebel jeweils einmal vorkragend, Kammerfach mit eingetieftem Keller, Halbwalmdach, errichtet 1760/70, Umbau um 1900. Seitenschiffe nachträglich zweigeschossig ausgebaut. Farbbefunde von roter Fachwerkfarbigkeit erhalten. Nördliche Traufseite mit Neubau von 1977. | 35538679 | BW             |
| Niedereschweg 11 52° 13′ 34″ N, 8° 24′ 50″ O              | ehem. Ölmühle                                        | | 35543347 | BW             |
| Niedereschweg 13 52° 13′ 34″ N, 8° 24′ 50″ O              | ehem. Schrotmühle                                    | | 35543373 | BW             |
| Nordenfelder Weg 75 52° 9′ 53″ N, 8° 20′ 10″ O            | St. Marien                                           | Kirche St. Marien, neogotische Saalkirche mit polygonalem Chor und wuchtigem, dreiteiligem Westturm, errichtet 1869 nach Entwürfen von Alexander Behnes. Im Inneren die bauzeitliche Ausstattung mit Farbglasfenstern erhalten. | 35535603 | Weitere Bilder |
| Oldendorfer Straße 17 52° 12′ 30″ N, 8° 20′ 23″ O         | Wohnhaus                                             | Südlich der Straße gelegenes, freistehendes, zweigeschossiges Wohnhaus, massiver Putzbau, übergiebeltes Seitenrisalit mit anschließendem Altan, Betonung der Öffnungen mittels Putzeinfassungen, Walmdach, errichtet 1909 (i). | 35539552 | BW             |
| Oldendorfer Straße 18 52° 12′ 31″ N, 8° 20′ 25″ O         | Wohnhaus                                             | Nördlich der Straße gelegenes, freistehendes, anderthalbgeschossiges Wohnhaus mit übergiebeltem Seitenrisalit mit Altan, Fassadengestaltung mittels Putzband, Putzeinfassungen der Öffnungen, dekorative Brüstungsfelder, Krüppelwalmdach, errichtet zwischen 1905 und 1910. | 35539573 | BW             |
| Oldendorfer Straße 19 52° 12′ 30″ N, 8° 20′ 22″ O         | Wohnhaus                                             | Südlich der Straße gelegenes, freistehendes, zweigeschossiges Wohnhaus, massiver Putzbau, Betonung der südlichen Gebäudeachse mittels Altan und Dachaufbau, Fassadengestaltung mit Putzelementen, darunter Putzbänder, Einfassungen und Schlusssteine der Segmentbogenöffnungen, dekorative Brüstungsfelder im Erdgeschoss, Walmdach, errichtet zwischen 1905 und 1910. | 35539594 | BW             |
| Oldendorfer Straße 20 52° 12′ 31″ N, 8° 20′ 24″ O         | Wohnhaus                                             | Nördlich der Straße gelegenes, freistehendes, zweigeschossiges Wohnhaus, massiver Putzbau mit Werksteinsockel, bewegte Fassaden durch Vor- und Rücksprünge, zusammenfassende Vertikalgliederung der Fensterachsen mit Doppel- und Drillingsfenstern, Walmdach mit mehreren Aufbauten, errichtet zwischen 1915 und 1920. | 35539615 | BW             |
| Oldendorfer Straße 59 52° 12′ 30″ N, 8° 19′ 56″ O         | Hof Gerker (Wohn-/ Wirtschaftsgebäude)               | Vierständerbau, Kammerfach mit Aufsprung und beidseitiger Erweiterung, Fachwerk mit verputzten Gefachen, Kammerfach in Bruchsteinmauerwerk und verputzt, Öffnungen mit Natursteineinfassungen, Satteldach, errichtet 1860 (i). | 35537874 | BW             |
| Oldendorfer Straße 59 52° 12′ 30″ N, 8° 19′ 57″ O         | Hof Gerker (Stall)                                   | Östlich des Wohn-/Wirtschaftsgebäudes gelegener massiver Bruchsteinbau mit einer Längs- und zwei Quereinfahrten, teils in Ziegelbauweise verlängert, Satteldach, errichtet um 1880. | 35540282 | BW             |
| Oldendorfer Straße 59 52° 12′ 31″ N, 8° 19′ 54″ O         | Hof Gerker (Scheune)                                 | Den Wirtschaftshof nach Westen abschließender massiver Bruchsteinbau mit vier Quereinfahrten, südlich in Ziegelbauweise verlängert, Satteldach, errichtet um 1880. | 35540074 | BW             |
| Oldendorfer Straße 90 52° 12′ 44″ N, 8° 19′ 18″ O         | Hof Budde (Wohn-/ Wirtschaftsgebäude)                | Von der Straße leicht zurückgesetzter hallenhausartiger und verputzter Massivbau, Kammerfach mit beidseitiger Erweiterung, Satteldach, errichtet um 1920. | 35531618 | BW             |
| Oldendorfer Straße 91 52° 12′ 32″ N, 8° 19′ 34″ O         | Heuerhaus                                            | Etwas von der Straße zurückgesetzt gelegener Dreiständerbau mit einseitiger Kübbung, Kammerfach mit Aufsprung, Giebel jeweils zweimal vorkragend, Fachwerk mit verputzten Gefachen, Satteldach, errichtet 1818 (i). | 35531681 | BW             |
| Oldendorfer Straße 93 52° 12′ 33″ N, 8° 19′ 32″ O         | Hof Meyer (Wohn-/Wirtschaftsgebäude)                 | Giebelständiger hallenhausartiger und verputzter Massivbau, Kammerfach mit beidseitiger Erweiterung, Eckbetonung mit Sandsteinplatten, Öffnungen mit Sandsteinumrandungen, Satteldach, errichtet 1884 (i). | 35531660 | BW             |
| Oldendorfer Straße 105 52° 12′ 41″ N, 8° 19′ 17″ O        | Doppelheuerhaus                                      | Giebelständig zur Straße liegender Zweiständerbau mit beidseitiger Kübbung, Kammerfach mit Aufsprung und beidseitiger Erweiterung, Giebel jeweils zweimal vorkragend, Fachwerk mit verputzten Gefachen, Satteldach, errichtet 1752 (i). | 35531639 | BW             |
| Pestelstraße 38 - 40 52° 12′ 36″ N, 8° 20′ 14″ O          | Möbelfabrik Melchersmann                             | Nördlich der Straße gelegenes Fabrikgebäude, dreiflügelige Anlage mit repräsentativer Schauseite zur Stadt, Massivbau, strenge Lisenengliederung. Der zweigeschossige Mitteltrakt mit mittlerer pavillonartiger Erhöhung mit Mansardwalmdach, Portal mit Firmenschriftzug, flankierende Säulen mit Kolossalordnung, ägyptisierende Kapitelle und bekrönende Pyraminden. Seitenflügel dreigeschossig, mit vier Achsen zur Schauseite, Flachdächer. Spätere Anbauten und Zusammenführung zu einer Vierflügelanlage. Heute beherbergt das ehemalige Fabrikgebäude das Automuseum Melle. | 35537981 |                |
| Pestelstraße 50 52° 12′ 36″ N, 8° 20′ 5″ O                | Maschinenfabrik Lanvermeyer                          | Nördlich der Straße gelegener, zweigeschossiger, axialsymmetrischer Massivbau, Fassadengestaltung mittels dekorativen Ziegelelementen, darunter Lisenen, Gesimse, Kapitelle, weiße Putzfelder, flaches Satteldach mit Betonung der Mittel- und Seitenachsen durch geschwungene Giebel, errichtet 1905. | 35537960 | BW             |
| Plettenbergerstraße 13 52° 12′ 4″ N, 8° 20′ 8″ O          | Wohn-/ Geschäftshaus                                 | Zweigeschossiger massiver Putzbau mit straßenseitiger Schaufassade, geometrischer Dekor an Gesimsen und Fensterstürzen, abgestumpftes Mansarddach mit Zwerchhaus straßenseitig, errichtet 1900/05. | 35538478 | BW             |
| Plettenbergerstraße 14 52° 12′ 10″ N, 8° 20′ 8″ O         | Wohn-/ Geschäftshaus                                 | Traufständiges, zweigeschossiges Wohn- und Geschäftshaus, Wandständerbau ehemals mit Querdiele, heute mit Geschäftseinheiten, vorkragende Giebel, Fachwerk mit verputzten Gefachen, Halbwalmdach, errichtete 1870 (i). | 35538720 | BW             |
| Plettenbergerstraße 18 52° 12′ 9″ N, 8° 20′ 9″ O          | Wohnhaus                                             | Giebelständiger zweigeschossiger massiver Putzbau mit straßenseitiger Schaufassade, Fassadengliederung mittels profilierter Gesimse, Eckquaderung, segmentbogige Öffnungsrahmungen mit Schlusssteinen, Satteldach, errichtet um 1890. | 35538740 | BW             |
| Plettenbergerstraße 22 52° 12′ 8″ N, 8° 20′ 8″ O          | Wohn-/ Geschäftshaus                                 | Giebelständiger ehemaliger Vierständerbau mit zweigeschossigen Seitenschiffen, Fachwerk mit verputzten Gefachen, nahezu wandhohe Fußstreben, rückwärtiger Giebel mit Knaggenvorkragung, Straßengiebel um 1860 erneuert und Utlucht vorgebaut, Krüppelwalmdach, errichtet um 1730/40. Nachträglich Laden eingebaut und Schaufenster vorgesetzt. | 35538760 | BW             |
| Plettenbergerstraße 26 52° 12′ 7″ N, 8° 20′ 9″ O          | Wohn-/ Geschäftshaus                                 | Freistehendes villenartiges Wohnhaus als verputzter Massivbau, bestehend aus zwei leicht versetzten Baukörpern: ein zweigeschossiger, dreiachsiger Gebäudeteil sowie ein leicht vorgesetzter zweieinhalbgeschossiger, dreiachsiger Trakt. Fassadengestaltung mittels historistischem Dekor wie Arkaden, dorische Pfeiler, korinthische Pilaster und ädikulaartige Fensterrahmungen im ersten Obergeschoss, Konsolgesims, profilierte Geschossgesimse, flaches Walmdach, errichtet um 1890/95. Nachträglich ein Laden eingebaut. Straßenseitige Einfriedung erhalten. | 35538779 | BW             |
| Plettenbergerstraße 27 52° 11′ 59″ N, 8° 20′ 6″ O         | Amtsgericht                                          | Freistehender, zweigeschossiger verputzter Massivbau, niedriger Kellersockel, Fassadengliederung mittels umlaufendem, profiliertem Putzband, Eckbetonung durch Lisenen mit Fugenputz, aufgeputzte Öffnungseinfassungen, Halbwalmdach, errichtet 1885/60. Im Inneren Eingangshalle mittels zweier dorischer Säulen längs unterteilt. | 35538458 | BW             |
| Rabingenstraße 14 52° 12′ 6″ N, 8° 19′ 45″ O              | Burgmannhof Haus Rabingen                            | Etwas von der Straße zurückgesetztes Herrenhaus, verputzter Massivbau, Fassadengestaltung mittels Sandsteineinfassungen, Werksteingliederung, Halbwalmdach mit hohen Zwerchhäusern beidseitig mit Rundfenster, errichtet 1825-1830. | 35538286 | BW             |
| Redecker Straße 95 52° 9′ 46″ N, 8° 19′ 59″ O             | Heuerhaus                                            | An einer Straßenkreuzung gelegenes Doppelheuerhaus, Fachwerk mit verputzten Gefachen, zwei Dielentore westlich, zwei querstehende Putzbauten östlich, Krüppelwalmdach, errichtet 1826 (i). | 35540424 | BW             |
| Riemsloher Straße 52° 11′ 11″ N, 8° 22′ 41″ O             | Brücke Violenbach                                    | | 35535359 | BW             |
| Riemsloher Straße 42 52° 11′ 16″ N, 8° 21′ 8″ O           | Hof Braadt (Wohn-/ Wirtschaftsgebäude)               | Den Wirtschaftshof nach Osten begrenzender Dreiständerbau mit einseitiger Kübbung, Kammerfach mit beidseitiger Erweiterung, traufseitig teils profilierte Knaggen zum Außenrähm erhalten, Wirtschaftsgiebel zweimal über profilierten Knaggen vorkragend, Wohnteil massiv ersetzt und verputzt, Satteldach, errichtet 1786 (i). Nordöstliche Traufseite mit massivem Stallanbau, der parallel zum Haupthaus liegt und mittels Verbindungsbau mit diesem direkt verbunden ist. | 35535291 | BW             |
| Riemsloher Straße 42 52° 11′ 16″ N, 8° 21′ 8″ O           | Hof Braadt (Scheune)                                 | Den Wirtschaftshof nach Westen begrenzender Vierständerbau, Traufseiten mit profilierten Knaggen zum Außenrähm, Nordostgiebel zweimal über profilierten Knaggen vorkragend, außermittige Längsdurchfahrt, Fachwerk mit verputzten Gefachen, Satteldach, errichtet 1780 (i). | 35535494 | BW             |
| Riemsloher Straße 80 52° 11′ 3″ N, 8° 22′ 14″ O           | Hof Wasmus (Wohn-/ Wirtschaftsgebäude)               | Dreiständerbau, Kammerfach mit hohem Aufsprung und mittels nachträglichem, quergestellten Wohnteil einseitig erweitert, Wirtschaftsgiebel zweimal vorkragend, Wohngiebel einmal vorkragend, Fachwerk mit verputzten Gefachen, Satteldächer, errichtet 1843 (i) von Zimmermeister Wenke. | 35535406 | BW             |
| Selhofer Weg 19 52° 10′ 53″ N, 8° 20′ 55″ O               | Hof Hoppenbrock (Wohn-/ Wirtschaftsgebäude)          | | 35535269 | BW             |
| Stadtgraben 22 52° 12′ 16″ N, 8° 20′ 12″ O                | Fabrik Starcke (Brückenturm)                         | Im Westen des großen Fabrikareals gelegener sogenannter Brückenturm als Werkszufahrt, zwei- bis viergeschossiger Gebäudekomplex, massiver Putzbau mit Turmaufbau, Werkuhr, Fassadengestaltung mit expressionistischen Zierformen, errichtet um 1925. | 35539636 | Weitere Bilder |
| Wellingholzhausener Straße 21 52° 11′ 26″ N, 8° 19′ 3″ O  | Einfriedungsmauer                                    | | 35537294 | BW             |
| Weststraße 4 52° 12′ 15″ N, 8° 20′ 11″ O                  | Fabrik Starcke                                       | Das große Fabrikareal nach Westen abschließender, traufständiger, dreigeschossiger Ziegelbau mit Putzelementen, darunter die Lisenengliederung, Flachdach, errichtet um 1925. Im Inneren die Hallenkonstruktion und Treppenhausgänge erhalten. | 35538412 | BW             |
| Weststraße 8 52° 12′ 17″ N, 8° 20′ 11″ O                  | Wohnhaus                                             | Freistehendes, zweigeschossiges Wohnhaus, verputzter Massivbau, bewegte Fassaden durch Versprünge, vorspringender Ausbau westlich, zurückgesetzter Eingangsbereich, Altan, Fensterbankgesims, Walmdach, errichtet 1920/25. | 35538367 | BW             |
| Wettersche Straße 20 52° 13′ 3″ N, 8° 24′ 11″ O           | Haupthaus                                            | | 35543484 | BW             |
| Wittekindsweg 69 52° 11′ 26″ N, 8° 20′ 26″ O              | Hof Möllermann (Wohn-/ Wirtschaftsgebäude)           | | 35535269 | BW             |

### Gut Bruche
| Lage                                         | Bezeichnung                                                  | Beschreibung | ID       | Bild           |
| -------------------------------------------- | ------------------------------------------------------------ | --- | -------- | -------------- |
| Brucher Allee 27 52° 12′ 30″ N, 8° 21′ 20″ O | Heuerlingssiedlung zu Gut Bruche (Wohn-/ Wirtschaftsgebäude) | Nördlich der Straße gelegenes, giebelständiges Heuerhaus, Vierständerbau, Fachwerk mit verputzten Gefachen, westliche Traufseite massiv ersetzt, Krüppelwalmdach, errichtet und verändert zwischen 1762 und 1861. | 35533273 | BW             |
| Brucher Allee 29 52° 12′ 30″ N, 8° 21′ 22″ O | Heuerlingssiedlung zu Gut Bruche (Wohn-/ Wirtschaftsgebäude) | Nördlich der Straße gelegenes, giebelständiges Heuerhaus, Fachwerk mit verputzten Gefachen, Satteldach, errichtet zwischen 1762 und 1861. | 49785663 | BW             |
| Brucher Allee 29 52° 12′ 30″ N, 8° 21′ 23″ O | Heuerlingssiedlung zu Gut Bruche (Stall)                     | Zum westlich gelegenen Heuerhaus gehörender Stall, massiver Backsteinbau, Satteldach, errichtet um 1900. | 49785682 | BW             |
| Brucher Allee 36 52° 12′ 29″ N, 8° 21′ 19″ O | Heuerlingssiedlung zu Gut Bruche (Wohn-/ Wirtschaftsgebäude) | Südlich der Straße gelegenes, giebelständiges Heuerhaus, Vierständerbau mit seitlichen Kammereinbauten, Fachwerk mit verputzten Gefachen, Satteldach, errichtet und teilweise verändert zwischen 1762 und 1861. | 35533129 | BW             |
| Brucher Allee 38 52° 12′ 29″ N, 8° 21′ 20″ O | Heuerlingssiedlung zu Gut Bruche (Wohn-/ Wirtschaftsgebäude) | Südlich der Straße gelegenes, giebelständiges Heuerhaus, Vierständerbau mit nachträglichen seitlichen Erweiterungen im Bereich des Wirtschaftsgiebels, Fachwerk mit verputzten Gefachen, Krüppelwalmdach, errichtet und verändert zwischen 1762 und 1861. Das Giebeltor nachträglich geschlossen. | 35534185 | BW             |
| Brucher Allee 40 52° 12′ 29″ N, 8° 21′ 23″ O | Heuerlingssiedlung zu Gut Bruche (Wohn-/ Wirtschaftsgebäude) | Südlich der Straße gelegenes, giebelständiges Heuerhaus, Vierständerbau mit einseitiger Erweiterung im Bereich des Wirtschaftsgiebels, Fachwerk mit verputzten Gefachen, teils massiv ersetzt, Satteldach, errichtet und teilweise verändert zwischen 1762 und 1861. Das Giebeltor nachträglich geschlossen. | 35534211 | BW             |
| Brucher Allee 39 52° 12′ 20″ N, 8° 21′ 23″ O | Gut Bruche (Wirtschaftsgebäude)                              | Nordwestlich des Herrenhauses gelegenes Wirtschaftsgebäude über L-förmigem Grundriss, als westlicher Flügelbau den Vorhof nach Nordwesten begrenzend, massiver Putzbau mit Torfahrt, zweigeschossiger Eckturm, Satteldächer teils abgewalmt, errichtet wohl zusammen mit dem Herrenhaus im 18. Jh. als Wirtschaftsgebäude. Im zweigeschossigen Eckturm Reste des ehemaligen Bergfrieds aus dem 16. Jh.                                                                                              | 49775090 | Weitere Bilder |
| Brucher Allee 39 52° 12′ 20″ N, 8° 21′ 28″ O | Gut Bruche (Wirtschaftsgebäude)                              | Nordöstlich des Herrenhauses gelegenes Wirtschaftsgebäude über L-förmigem Grundriss, als östlicher Flügelbau den Vorhof nach Nordosten begrenzend, massiver Putzbau, zweigeschossiger Eckturm, Krüppelwalmdächer, errichtet zusammen mit dem Herrenhaus im 18. Jh. | 35533066 | BW             |
| Brucher Allee 39 52° 12′ 20″ N, 8° 21′ 20″ O | Gut Bruche (Scheune)                                         | Im Westen der Anlage, außerhalb der Graft gelegener verputzter Massivbau mit vier Quereinfahrten, Krüppelwalmdach mit Schleppgaupen, errichtet noch im 18. Jh. | 35533108 | BW             |
| Brucher Allee 39 52° 12′ 20″ N, 8° 21′ 33″ O | Gut Bruche (Garten)                                          | Östlich der Hausinsel gelegener Gutsgarten, landschaftliche Gartengestaltung des späten 19. Jh. innerhalb dominierender barocker Gestaltungsstrukturen des 18. Jh. | 35533843 | BW             |
| Brucher Allee 39 52° 12′ 26″ N, 8° 21′ 26″ O | Gut Bruche (Allee)                                           | Im Norden der Gutsanlage gelegene Allee, im Verlauf der Hauptachse des Herrenhauses, angelegt im 18. Jh. | 35533177 | BW             |
| Brucher Allee 39 52° 12′ 15″ N, 8° 21′ 26″ O | Gut Bruche (Graft)                                           | | 49775479 | BW             |
| Brucher Allee 41 52° 12′ 20″ N, 8° 21′ 31″ O | Gut Bruche (Wohnhaus)                                        | Im Osten der Gutsanlage und im Gutsgarten gelegener verputzter Massivbau, Satteldach, errichtet um 1930. | 35533087 | BW             |
| Brucher Allee 52° 12′ 19″ N, 8° 21′ 36″ O    | Gut Bruche (Orangerie)                                       | | 49775579 | BW             |
| Brucher Allee 50 52° 12′ 18″ N, 8° 21′ 25″ O | Gut Bruche (Herrenhaus)                                      | Im Süden der Gutsanlage auf der Hausinsel gelegenes, zweigeschossiges, elfachsiges, barockes Herrenhaus, massiver Putzbau mit Eckquaderung, dreigeschossiger und übergiebelter Mittelrisalit nördlich, zweiarmige Treppe, weit vorspringender Risalit südlich, Walmdach, errichtet ab 1733 durch Friedrich von Hammerstein-Gesmold und Sophie Charlotte Gehlen. In der zweiten Hälfte des 19. Jh. umfassend im Stil des Historismus modernisiert. Im Inneren Decken- und Wandmalereien von 1840/60. | 35533045 | Weitere Bilder |

### Gut Sondermühlen
| Lage                                           | Bezeichnung                                  | Beschreibung | ID       | Bild |
| ---------------------------------------------- | -------------------------------------------- | --- | -------- | ---- |
| Graf-Stolberg-Allee 52° 10′ 1″ N, 8° 20′ 54″ O | Gut Sondermühlen (Allee)                     | Schnurgerade verlaufende, annähernd 500 Meter lange doppelreihige Allee aus dem frühen 18. Jh. (vor 1721). Der heutige Baumbestand aus Winterlinden (Tilia cordata) ist auf das 19. Jh. zurückzuführen. Jeweils zwei Baumreihen in wechselständiger Bepflanzung flankieren einen breiten befestigten Fahrweg. Dieser stellte ehemals die Hauptverbindung in den Ort Melle dar. Am nördlichen Ende wurde entsprechend der Gestaltungsvorstellungen der Zeit des Barock eine Form von Patte d'oie (Dreistrahl) geschaffen, der heute noch im Ansatz deutlich wird. | 35537317 | BW   |
| Nordenfelder Weg 45 52° 9′ 51″ N, 8° 20′ 50″ O | Gut Sondermühlen (Wohn-/ Wirtschaftsgebäude) | Stattlicher Vierständerbau, Fachwerk mit Ziegelausmauerung, Wirtschaftsgiebel mit Fächerrosetten, massive Außenwände südlich und westlich, Wohngiebel mit Renaissancegiebel, Erker westlich, Satteldach, errichtet um 1575 als Herrenhaus. | 35535624 | BW   |
| Nordenfelder Weg 45 52° 9′ 52″ N, 8° 20′ 50″ O | Gut Sondermühlen (Stall)                     | Zwischen Wohn-/Wirtschaftsgebäude und Wohnhaus mit Torfahrt gelegener ehemaliger Stall, Bruchsteinbau, teils verputzt, Satteldach, errichtet Ende des 16. Jh. | 35534791 | BW   |
| Nordenfelder Weg 45 52° 9′ 53″ N, 8° 20′ 50″ O | Gut Sondermühlen (Torhaus)                   | Stattliches, zweiflügeliges Wohnhaus mit Tordurchfahrt im Norden, daher auch als Torhaus bezeichnet, Bruchsteinbau mit Renaissancegiebel, Sandsteingewände, Satteldächer, errichtet um 1575. Torfahrt mit direkt anschließender Brücke über die Graft. | 35534767 |      |
| Nordenfelder Weg 37 52° 9′ 54″ N, 8° 20′ 56″ O | Gut Sondermühlen (Mühle)                     | Östlich der Graft am Violenbach gelegene Wassermühle als Kornmühle, Bruchsteinbau mit Fachwerkgiebeln, Krüppelwalmdach, errichtet 1705 als Doppelwassermühle mit dem gegenüberliegenden Gebäude. Reste der Mahlgänge erhalten. Der Mahlbetrieb wurde erst 1962 eingestellt. | 35535649 | BW   |
| Nordenfelder Weg 37 52° 9′ 53″ N, 8° 20′ 56″ O | Gut Sondermühlen (Mühle)                     | Giebelständiger Bruchsteinbau, Giebeltrapez in Fachwerk mit verputzten Gefachen, Öffnungen mit Sandsteinumrandungen, Satteldach, errichtet 1705 (i) | 35535672 | BW   |
| Nordenfelder Weg 45 52° 9′ 53″ N, 8° 20′ 53″ O | Gut Sondermühlen (Graft)                     | Umfangreiches Gewässersystem, bestehend aus der Graft um die Hausinsel und Violenbach für die Speisung der Wassermühle, mit der Gutsanlage seit dem Mittelalter angelegt und ausgebaut. | 48265955 |      |
| Nordenfelder Weg 45 52° 9′ 55″ N, 8° 20′ 54″ O | Gut Sondermühlen (Garten)                    | Das Gut Sondermühlen weist noch heute zwei voneinander getrennt entwickelte historische Gartenareale auf. Das eine, in der Grundform quadratisch ausgebildet und vermutlich um 1680 entstanden, befindet sich nordöstlich außerhalb der Kernanlage. Es wird durch Reste des ehemaligen Umfassungsgrabens noch im Gelände gut deutlich. Das andere Gartenareal befindet sich auf der Hausinsel und stellt eine Entwicklung des späten 19. Jh. dar. | 48265866 | BW   |